# TKKG - Intrepidi detective
TKKG - Intrepidi Detective è un film del 2019 diretto da Robert Thalheim.
È il terzo lungometraggio basato sulla serie di libri TKKG dello scrittore Rolf Kalmuczak.

## Trama
Tim e Willi, due ragazzi molto diversi tra loro, si conoscono al college e fin da subito non vanno per niente d'accordo. Quando il padre di Willi viene rapito e sarà rilasciato solo in cambio di una preziosa statua dalla sua collezione d'arte, i due ragazzini stringono amicizia e insieme a Gaby, la figlia di un poliziotto, e all'intelligente outsider Karl, iniziano a indagare da soli. 

## Distribuzione
La prima si è svolta il 2 giugno 2019 nel Lichtburg di Essen. Il film è stato distribuito nei cinema tedeschi il 6 giugno 2019.

## Accoglienza

### Botteghino
In Germania il film è stato visto da 248.232 spettatori.